# اندرو رایل
اندرو رایل (انگلیسی: Andrew Rayel؛ زادهٔ ۲۱ ژوئیهٔ ۱۹۹۲) موسیقی‌دان و دی جی اهل مولداوی است. وی از سال ۲۰۰۹ میلادی تاکنون مشغول فعالیت بوده‌است.